# کامیلا
کامیلا (به لاتین: Comilla) یک منطقهٔ مسکونی در بنگلادش است که در ناحیه کومیلا واقع شده‌است. کامیلا ۳٬۰۸۷٫۳۳ کیلومتر مربع مساحت و ۲۹۶٬۰۱۰ نفر جمعیت دارد و ۷۲ متر بالاتر از سطح دریا واقع شده‌است.